# Leśniczówka (Koszwice)
Leśniczówka – część wsi Koszwice w Polsce, położona w województwie śląskim, w powiecie lublinieckim, w gminie Pawonków. 
W latach 1975–1998 Leśniczówka administracyjnie należała do województwa częstochowskiego.